# Asterix Avo Volley 2021-2022
Questa voce raccoglie le informazioni riguardanti l'Asterix Avo Volley nelle competizioni ufficiali della stagione 2021-2022.

## Organigramma societario
Area direttiva
- Presidente: Jan Bens
- Team manager: Mark Buysrogge
- Direttore sportivo: Gert Vande Broek

Area tecnica
- Allenatore: Kris Vansnick
- Allenatore in seconda: Yorick Vande Velde
- Scout man: Maarten Adriaensen

Area sanitaria
- Medico: Stijn Vereecken, Stijn Bogaerts
- Fisioterapista: Bert Heremans

## Rosa
| N° | Nome               | Ruolo | Data di nascita  | Nazionalità sportiva |
| -- | ------------------ | ----- | ---------------- | -------------------- |
| 1  | Luna Van Acker     | P     | 18 giugno 2003   | Belgio               |
| 2  | Anna Koulberg      | C     | 17 agosto 2004   | Belgio               |
| 3  | Jana Thierens      | S     | 28 ottobre 2004  | Belgio               |
| 4  | Laura Overwater    | C     | 11 aprile 1998   | Paesi Bassi          |
| 5  | Eline Van Elsen    | S     | 11 febbraio 2004 | Belgio               |
| 6  | Nova Marring       | O     | 6 settembre 2001 | Paesi Bassi          |
| 7  | Jutta Van de Vyver | P     | 11 giugno 1996   | Belgio               |
| 8  | Nynke Hofstede     | C     | 26 luglio 1997   | Paesi Bassi          |
| 9  | Manon Stragier     | S     | 12 marzo 1999    | Belgio               |
| 10 | Helena Gilson      | O     | 28 giugno 1999   | Belgio               |
| 11 | Bente Deckers      | S     | 29 gennaio 2002  | Belgio               |
| 16 | Noor Debouck       | L     | 9 giugno 2005    | Belgio               |
| 18 | Britt Rampelberg   | L     | 5 giugno 2000    | Belgio               |